# Saturn Award voor beste actie- of avonturenfilm
Dit is een lijst van films die de Saturn Award ooit hebben gewonnen in de categorie "beste actie- of avonturenfilm (tot 2010: of thriller)".
| Jaar | Film                                 |
| ---- | ------------------------------------ |
| 1994 | Pulp Fiction                         |
| 1995 | The Usual Suspects                   |
| 1996 | Fargo                                |
| 1997 | L.A. Confidential                    |
| 1998 | Saving Private Ryan                  |
| 1999 | The Green Mile                       |
| 2000 | Crouching Tiger, Hidden Dragon       |
| 2001 | Momento                              |
| 2002 | Road to Perdition                    |
| 2003 | Kill Bill, Volume 1                  |
| 2004 | Kill Bill, Volume 2                  |
| 2005 | Sin City                             |
| 2006 | Casino Royale                        |
| 2007 | 300                                  |
| 2008 | The Dark Knight                      |
| 2009 | Inglourious Basterds                 |
| 2010 | Salt                                 |
| 2011 | Mission: Impossible – Ghost Protocol |
| 2012 | Skyfall                              |
| 2013 | Fast & Furious 6                     |
| 2014 | Unbroken                             |
| 2015 | Furious 7                            |
| 2016 | Hidden Figures                       |